# Ngākawau River
Der Ngākawau River ist ein Fluss im Nordwesten der Südinsel Neuseelands.

## Geographie
Der Fluss entspringt an den Hängen der südlichen Ausläufer der Glasgow Range, nordöstlich des 1176 m hohen Mount Vaughan. Er fließt in vornehmlich nordwestlicher Richtung bis zur Mündung in die Tasmansee, wo die Ansiedlungen Hector und Ngakawau liegen. Dabei durchströmt der Fluss die Schlucht Ngakawau Gorge und nimmt das Wasser zahlreicher Bäche auf, darunter das des Charming Creek. Die beiden Wasserfälle Mangatini Falls und Rome Stream Waterfall liegen nahe den Mündungen der Zuflüsse des Ngākawau River.

## Geschichte
Der Name aus der Māorischen Sprache nimmt Bezug auf die heimischen Arten des Kormorans.
Das Quellgebiet des Zuflusses Charming Creek war von 1929 bis 1986 in Nutzung als Bergwerk zum Abbau von Kohle. Der Zugang erfolgte einerseits von Seddonville im Norden, eine Straße zum Abbaugebiet wurde 1948 eröffnet. Der andere Zugang erfolgte über das Flusstal des Charming Creek und des Ngākawau River. Bis 1958 operierte auf diesem Weg die Charming Creek Tramway zum Transport von Gütern und Arbeitern.

## Infrastruktur
Der vom südwestlichen Westport kommende New Zealand State Highway 67 überbrückt den Fluss nahe der Mündung und führt weiter ins nördlich gelegene Karamea.
Von den Ansiedlungen Hector und Ngakawau an der Flussmündung ausgehend führt ein Wanderweg entlang des unteren Flusslaufs bis zur Zuflussmündung des Charming Creek. Von dort folgt er dem Bach bis zu dessen Quelle.